# Quan Bình
Quan Bình (關平, 178-221) là vị tướng của Thục Hán thời Tam Quốc trong lịch sử Trung Quốc. Quan Bình là con trai trưởng của Quan Vũ, và là anh trai của Quan Hưng. Tuy nhiên trong Tam quốc diễn nghĩa đề cập Quan Bình là con của Quan Định, con nuôi nhận Quan Vũ làm nghĩa phụ.

## Cuộc đời
Năm 219, Quan Bình theo Quan Vũ tấn công Phàn Thành của Tào Ngụy do Tào Nhân trấn thủ. Quan Vũ và Quan Bình tiêu diệt quân cứu viện của quân Ngụy do Vu Cấm, Bàng Đức chỉ huy kéo đến Phàn Thành. Tuy nhiên sau đó quân Ngô đánh úp Kinh Châu, Từ Hoảng kéo quân đến giải vây Phàn Thành đánh bại cha con Quan Bình. Hai cha con mang quân rút về Kinh Châu, tuy nhiên Kinh Châu đã mất nên đến ở tạm Mạch Thành (nay thuộc Hồ Bắc). Sau đó Quan Vũ và Quan Bình bị quân Ngô bắt chém ở Lâm Thư (thuộc Hồ Nam).

## Trong văn hóa Trung Quốc
Trong tác phẩm Tam quốc diễn nghĩa của La Quán Trung, nhân vật Quan Bình lại là con nuôi Quan Vũ, sinh vào khoảng năm 182. Ông là người Hà Bắc, cha là Quan Định, một người dân thường. Năm 200, nhân vật Quan Vũ sau khi qua 5 ải, chém 6 tướng đến Hà Bắc tìm Lưu Bị thì ghé qua nhà Quan Định. Quan Định bèn xin Quan Vũ nhận Quan Bình theo. Quan Vũ chưa có con nên nhận Quan Bình làm con nuôi. Khi đó, Quan Bình mới 10 tuổi.
Năm 211, Lưu Bị nhận lời Lưu Chương vào Tây Xuyên để giúp Lưu Chương chống lại Trương Lỗ. Lưu Bị đem 5 vạn quân và một số tướng vào Tây Xuyên trong đó có Quan Bình. Tuy nhiên sau đó Lưu Bị và Lưu Chương có mâu thuẫn nên xảy ra chiến tranh giữa 2 người. Năm 213, Bàng Thống là quân sư của Lưu Bị bị tướng Thục là Trương Nhiệm bắn chết, Lưu Bị phải bảo Quan Bình đem thư cầu cứu về Kinh Châu giao cho Khổng Minh. Khổng Minh nhận được thư, bèn dẫn Trương Phi, Triệu Vân vào Tây Xuyên, giao Kinh Châu lại cho Quan Vũ và Quan Bình. Quan Bình mất năm 219, khi mất ông khoảng 29 tuổi.
Sau khi mất, Quan Vũ được người Trung Quốc xem như 1 vị thần do đó rất nhiều nơi lập đền thờ ông và treo tranh thờ ông trong gia đình. Trong các bức tranh thờ Quan Vũ theo tín ngưỡng của người Trung Hoa thì có Quan Bình đứng hầu bên phải và Chu Thương đứng hầu bên trái.